# Moussa Doumbia
Moussa Doumbia (* 15. August 1994 in Bamako) ist ein malischer Fußballspieler. 

## Karriere

### Verein
Doumbia begann seine Karriere bei AS Real Bamako. 2014 wechselte er nach Russland zum FK Rostow, für den er im August 2014 in der Premjer-Liga debütierte. Anfang 2017 erfolgte eine halbjährige Leihe zu Arsenal Tula. Im Sommer 2018 schloss sich der Malier Stade Reims an. In Reims verbrachte er vier Jahre, bevor er im Juli 2022 zum FC Sochaux wechselte. Für den Zweitligisten aus Sochaux bestritt er 34 Ligaspiele. Hierbei schoss er elf Tore. Anfang August 2023 ging er nach Saudi-Arabien. Hier nahm ihn der Zweitligist Al-Adalah FC unter Vertrag.

### Nationalmannschaft
Doumbia wurde 2014 erstmals fürs Nationalteam nominiert. Sein Debüt gab er im Juni 2014 im Testspiel gegen China. Am 12. Oktober 2016 blieb er nach einem Zweikampf bewusstlos liegen. Er lag auf dem Boden und war dabei seine Zunge zu verschlucken und zu ersticken. Ihm wurde aber schnell geholfen von Serge Aurier und den Teamärzten Malis.